# José Ramón de Luanco
José Ramón Fernández de Luanco y Riego (Castropol, 14 de noviembre de 1825 - Castropol, 5 de abril de 1905), o simplemente José Ramón de Luanco, fue un químico, «historiador de la alquimia» y polígrafo español.

## Biografía
Nació el 14 de noviembre de 1825 en la localidad de Castropol, concretamente en la Casa del Campo, residencia de los marqueses de Santa Cruz de Marcenado. Hijo de Andrés Fernández de Luanco y Carbayeda y de Petronilia del Riego y Riego, ambos oriundos de Luanco, aunque se trasladaron a Castropol, donde Andrés Fernández de Luanco era administrador de los bienes que Manuel María de Navia-Osorio y de Álvarez-Cuevas, ix marqués de Santa Cruz de Marcenado, poseía en Ría de Ribadeo.
Mantuvo una relación de amistad con Marcelino Menéndez Pelayo, de quien fue tutor. Fue catedrático de Química General en las universidades de Oviedo y Barcelona, además de pasar por las de Sevilla, Santiago de Compostela, Madrid y Zaragoza. Fue presidente del Ateneo Barcelonés y de la Academia de Buenas Letras, y miembro correspondiente de la Real Academia de Ciencias Exactas, Físicas y Naturales, desde 1886. Publicó obras como Compendio de las lecciones de Química general, Ramón Llull, considerando como alquimista —discurso—, Consideraciones acerca de las circunstancias en que debe fermentar el zumo de la manzana en la preparación de la sidra o La Alquimia en España, entre otras. 
Falleció el 5 de abril de 1905 en su localidad natal.